# USS Cooperstown
L'USS Cooperstown (LCS-23) est un littoral combat ship de classe Freedom de l’United States Navy. C’est le premier navire de guerre nommé d’après Cooperstown, dans l’État de New York,.
Ray Mabus, alors qu’il était secrétaire à la Marine des États-Unis, a annoncé le nom du Cooperstown le 25 juillet 2015 lors d’une cérémonie au Temple de la renommée du baseball, situé à Cooperstown. L’annonce faisait partie de la cérémonie qui rendait hommage aux joueurs de baseball qui ont servi pendant la Seconde Guerre mondiale. Son nom honore les vétérans de l’armée américaine qui ont participé à de multiples conflits, à commencer par Morgan Bulkeley, premier président de la Ligue nationale, pendant la guerre de Sécession, et qui sont membres du Temple de la renommée du baseball,.

## Conception
En 2002, l’US Navy a lancé un programme visant à développer le premier d’une flotte de littoral combat ships. La Navy a d’abord commandé deux navires monocoques à Lockheed Martin, qui sont devenus connus sous le nom de navires de combat côtiers de classe Freedom d’après le premier navire de la classe, l’USS Freedom,. Les navires de combat côtiers aux numéros impairs de l’US Navy sont construits en utilisant la conception monocoque de classe Freedom, tandis que les navires aux numéros pairs sont basés sur une conception concurrente à coque trimaran, la classe Independence de General Dynamics. La commande initiale de navires de combat côtiers concernait un total de quatre navires, dont deux de la classe Freedom. L’USS Cooperstown est le douzième navire de combat côtier de classe Freedom à être construit.

## Carrière
Fincantieri Marinette Marine a remporté le 29 décembre 2010 le contrat de construction du navire, qui s’est effectuée dans leur chantier naval de Marinette (Wisconsin). Le 20 novembre 2019, le vice-président des États-Unis, Mike Pence, a visité le navire avant de prononcer un discours à Marinette Marine. L’USS Cooperstown a été lancé le 19 janvier 2020 et baptisé le 29 février 2020. Il a été livré à la Marine en septembre 2022. Son port d'attache est la base navale de Mayport à Jacksonville (Floride).

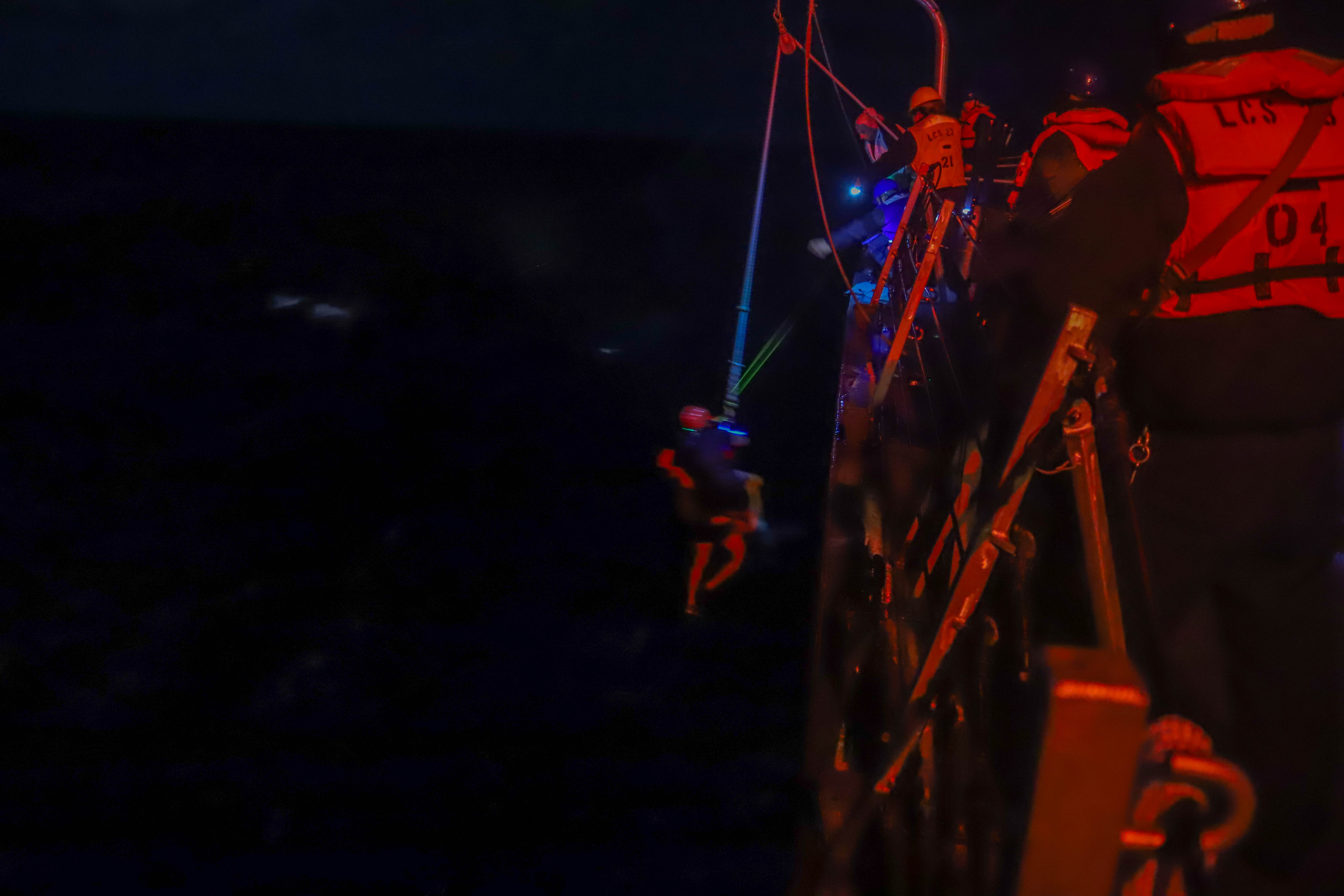
L’USS Cooperstown sauve un marin échoué

Le 11 mars 2023, au cours d’une opération de routine, l’USS Cooperstown a fourni une aide d’urgence à un voilier en détresse.
Le 6 mai 2023, le navire a été mis en service à New York,.